# Katherine Hadford
Katherine "Kati" Hadford (nascida em 24 de julho de 1989) é uma patinadora artística húngara-americana que patina internacionalmente pela Hungria. Ela é medalhista de prata nacional húngara em 2008 e 2010 e três vezes (2006, 2007 e 2009) medalhista de bronze.

## Vida pessoal
Hadford nasceu em Viena, Virgínia, Estados Unidos nos Estados Unidos. Sua mãe é cidadã húngara e seus avós (György Szele e Kornélia Széchényi) fugiram da Hungria nos anos 50 para escapar do comunismo. Ela é parente de István Széchenyi.
Ela se mudou para a Hungria quando começou a representar esse país em competição. Ela é bilíngue em húngaro e inglês.

## Carreira
Hadford já patinou para os Estados Unidos. Hadford começou a representar a Hungria internacionalmente na temporada de 2006 a 2007.

## Destaques competitivos

### Para a Hungria
| Evento                                     | 2005-06 | 2006-2007 | 2007-08 | 2008-09 | 2009-10 | 2010-11 |
| ------------------------------------------ | ------- | --------- | ------- | ------- | ------- | ------- |
| Campeonato Europeu                         |         |           | 21ª     | 31ª     | 31ª     | 34ª     |
| Campeonato Mundial Júnior                  |         | 25ª       | 24ª     |         |         |         |
| Campeonato Húngaro                         | 3ª      | 3ª        | 2ª      | 3ª      | 2ª      |         |
| Rotação dourada de Zagreb                  |         | 9ª        |         | 11ª     | 11ª     | 15ª     |
| Skate de cristal da Romênia                |         |           |         |         | 14ª     |         |
| Memorial Ondrej Nepela                     |         |           |         | 10ª     |         |         |
| Memorial Karl Schäfer                      |         |           |         | 12ª     |         |         |
| Grande Prêmio Júnior, Itália               |         |           |         | 25ª     |         |         |
| Grande Prêmio Júnior, Alemanha             |         |           | 12ª     |         |         |         |
| Grande Prêmio Júnior, Áustria              |         |           | 23ª     |         |         |         |
| Grande Prêmio Júnior, Hungria              |         | 10ª       |         |         |         |         |
| Grande Prêmio Júnior, República Tcheca     |         | 18ª       |         |         |         |         |
| N. = nível de iniciante; J. = nível júnior |         |           |         |         |         |         |

### Para os Estados Unidos
| Evento                                     | 2001-2002 | 2002-03 | 2003-04 | 2004-05 | 2005-06 |
| ------------------------------------------ | --------- | ------- | ------- | ------- | ------- |
| Campeonato dos EUA                         | 4ª N.     |         |         | 17ª     |         |
| Troféu Triglav                             | 3ª N.     |         |         |         |         |
| Secionais Orientais                        | 2ª N.     | 5ª J.   | 11ª     | 3ª      | 8ª      |
| Regionais do Atlântico Sul                 |           | 2ª J.   | 3ª      | 1ª      | 2ª      |
| N. = nível de iniciante; J. = nível júnior |           |         |         |         |         |